# San Justo (Entre Ríos)
San Justo é uma junta de governo da província de Entre Ríos, na Argentina.